# Maternidade de substituição

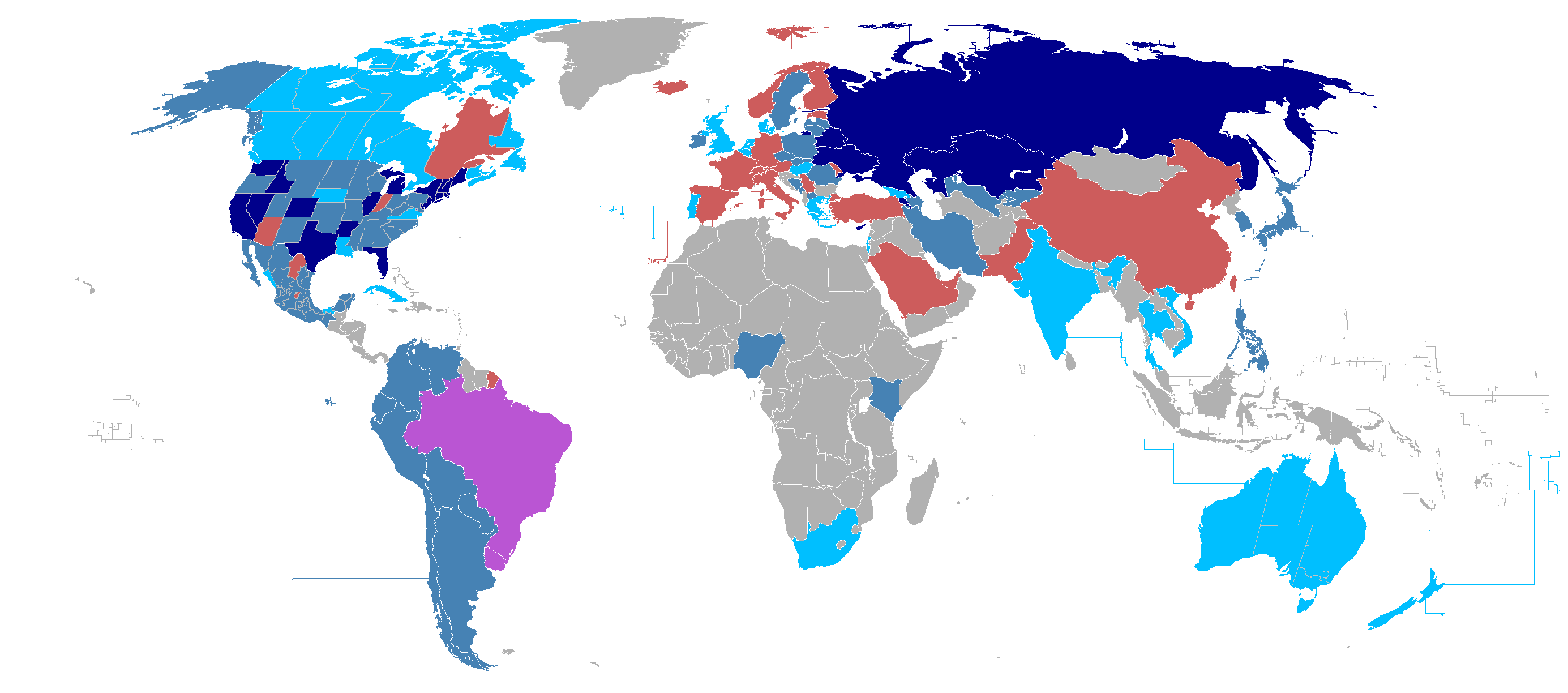
Regulação legal da gestação de substituição no mundo:
Legal às formas retribuída e altruísta
Sem regulamentação
Legal só de forma altruísta
Permitida entre familiares até o segundo grau de consanguinidade
Proibida
Não regulada/situação incerta

A maternidade por substituição ou gestação de substituição (também denominada popularmente barriga de aluguel (português brasileiro) ou de aluguer (português europeu)) é um acordo em que uma mulher aceita engravidar com o objetivo de engendrar e dar à luz uma criança a ser criada por outros. A tal acordo dá-se o nome de contrato de gestação.
O bebê pode ser filho biológico da mulher em estado de gravidez, ou ser fruto do oócito II de uma outra mulher previamente fertilizado e implantado no útero da gestante (técnica historicamente recente, tendo a primeira criança concebida por esse método nascido em 1986).
Comumente conhecida como “barriga de aluguel”, a gestação por substituição é a técnica de reprodução humana artificial na qual há uma cooperação de um terceiro, denominado de mãe substituta ou mãe de aluguel, para a consumação da gestação, tendo em vista que existe uma impossibilidade absoluta da mulher engravidar.
A gestação por substituição pode utilizar métodos de fertilização in vitro ou inseminação artificial, dentre outras técnicas de reprodução humana assistida, só que “com a diferença fundamental que a gravidez se relaciona a outra mulher que não aquela que resolveu implementar seu projeto parental” (GAMA, 2003, p. 745).

## Em Portugal
Em Portugal, o acesso à gravidez de substituição é permitido a mulheres com “ausência de útero e de lesão ou doença deste órgão que impeça de forma absoluta e definitiva a gravidez da mulher ou em situações clínicas que o justifique”, tendo sido a lei aprovada a 13 de maio de 2016 no Parlamento com os votos do PS, BE, PEV, PAN e 24 deputados do PSD e tendo entrado em vigor em Julho do ano seguinte.
A lei alega que os casos que poderão aceder aos procedimentos de gestação de substituição são os casais heterossexuais ou lésbicas, casados ou a viver em união de facto, compostos por portugueses residentes ou não residentes, quer os casais formados só por casais estrangeiros ou portugueses e estrangeiros.  O procedimento é gratuito, sendo apenas as despesas médicas pagas, e o recurso à barriga de aluguer é sujeito a um contrato, pois assim que a criança nasce é entregue ao casal de beneficiários, não havendo relação entre a criança e a gestante, exceto os casos onde esta é um elemento da família do casal. A lei determina também que deve ser garantido um acompanhamento psicológico à gestante, antes e depois do parto.  No caso da malformação do feto, a gestante de substituição pode proceder à interrupção voluntária da gravidez, tento de devolver todas as despesas antes realizadas ao casal. Os pais têm direito à licença paternal normal, já a gestante de substituição apenas tem direito a um período entre 14 a 30 dias, como se tivesse tido uma interrupção da gravidez.  Os limites de idade impostos para a gestante de substituição estende-se até os 45 anos, no caso de esta for mãe ou irmã de qualquer membro do casal vai até aos 50 anos. Relativamente aos casais beneficiários, o limite para as mulheres é de 50 anos e dos homens é 60 anos.
O primeiro caso de barriga de aluguer em Portugal já foi autorizado a 15 de Dezembro de 2017 pelo Conselho Nacional de Procriação Medicamente Assistida (CNPMA), tratando-se de uma mulher cuja filha retirou o útero por razões clínicas, sendo a gestante de substituição a avó da criança.
A lei acabou por ser declarada inconstitucional a 24 de abril de 2018 pelo Acórdão 225/2018 do Tribunal Constitucional. Declarou, com força obrigatória e geral, a inconstitucionalidade das normas da Lei da Procriação Medicamente Assistida no que diz respeito ao anonimato dos dadores: “ […] sigilo absoluto relativamente às pessoas nascidas em consequência de processo de procriação medicamente assistida com recurso a dádiva de gâmetas ou embriões […] e sobre a identidade dos participantes nos mesmos como dadores […] e do nº 4 do artigo 15º da Lei nº 32/2006, de 26 de julho, por violação dos direitos à identidade pessoal e ao desenvolvimento da personalidade de tais pessoas em consequência de uma restrição desnecessária dos mesmos, conforme decorre da conjugação do artigo 18º, nº2, com o artigo 26º, nº1, ambos da Constituição da República Portuguesa”. Com isto, quis o Tribunal Constitucional demonstrar que o direito de cada ser humano em reconhecer a sua origem prevalece sobre qualquer outro direito, inclusive o direito ao anonimato dos dadores: “A ascendência assume especial importância no itinerário biográfico, uma vez que ela revela a identidade daqueles que contribuíram biologicamente para a formação do novo ser. O conhecimento dos progenitores é um dado importante no processo de autodefinição individual, pois essa informação permite ao indivíduo encontrar pontos de referência seguros de natureza genética, somática, afetiva ou fisiológica, revelando-lhe as origens do seu ser. É um dado importantíssimo na sua historicidade pessoal. […] Essa informação é um fator conformador da identidade própria, nuclearmente constitutivo da personalidade singular de cada indivíduo”.